# Бласик, Анджей
А́нджей Эуге́ниуш Бла́сик (пол. Andrzej Eugeniusz Błasik; 11 октября 1962 года, Поддембице Лодзинского воеводства, Польша — 10 апреля 2010 года, Смоленск, Россия) — генерал ВВС Польши, командующий ВВС Польши с 19 апреля 2007 года по 10 апреля 2010 года. Погиб в авиакатастрофе президентского самолёта под Смоленском.

## Биография

### Учёба
В 1977—1981 годах учился в Лётном лицее при Высшей лётной школе в Демблине. Затем поступил в «Школу орлят», по окончании которой в 1985 году получил воинское звание подпоручика и направлен в группу пилотов особого лётного корпуса.
С 1993 по 1995 год учился в Академии народной обороны в Варшаве. После окончания академии стал дипломированным офицером с высшим образованием.
Проходил подготовку также в Военной академии в Гааге (Нидерланды) в 1998 году и в Военно-воздушной школе США в Монтгомери (Алабама) в 2005 году.

### Служба в армии
Первой воинской должностью Анджея Бласика стала должность пилота в 8-м истребительно-бомбардировочном полку в Мирославце. В 1987 году переведён в 40-й истребительно-бомбардировочный полк в Свидвине на должность старшего пилота. Затем был командиром звена, штурманом эскадрильи, заместителем командира и командиром эскадрильи. С 1995 года служил в штабе ВВС Польши в Варшаве, занимая должности старшего инспектора штурманского отдела, старшего инспектора отдела служебной подготовки, старшего специалиста оперативного отдела.
В 2001 году назначен начальником боевой подготовки Второй бригады тактической авиации в Познани, а в 2002 году — начальником 31-й военно-воздушной базы в Познани. В 2003 году руководимая им база награждена Почётным знаком Вооружённых сил Польши за обеспечение международных учений НАТО «NATO Air Meet 2003».
С 2004 года был начальником отдела боевого применения в штабе ВВС Польши. С 2005 по 2007 год командовал Второй бригадой тактической авиации. 15 августа 2005 года ему присвоено звание генерала бригады. Затем некоторое время исполнял обязанности начальника Высшей школы ВВС.
19 апреля 2007 года назначен командующим ВВС Польши с присвоением воинского звания генерала дивизии.
15 августа 2007 года присвоено звание генерала брони.

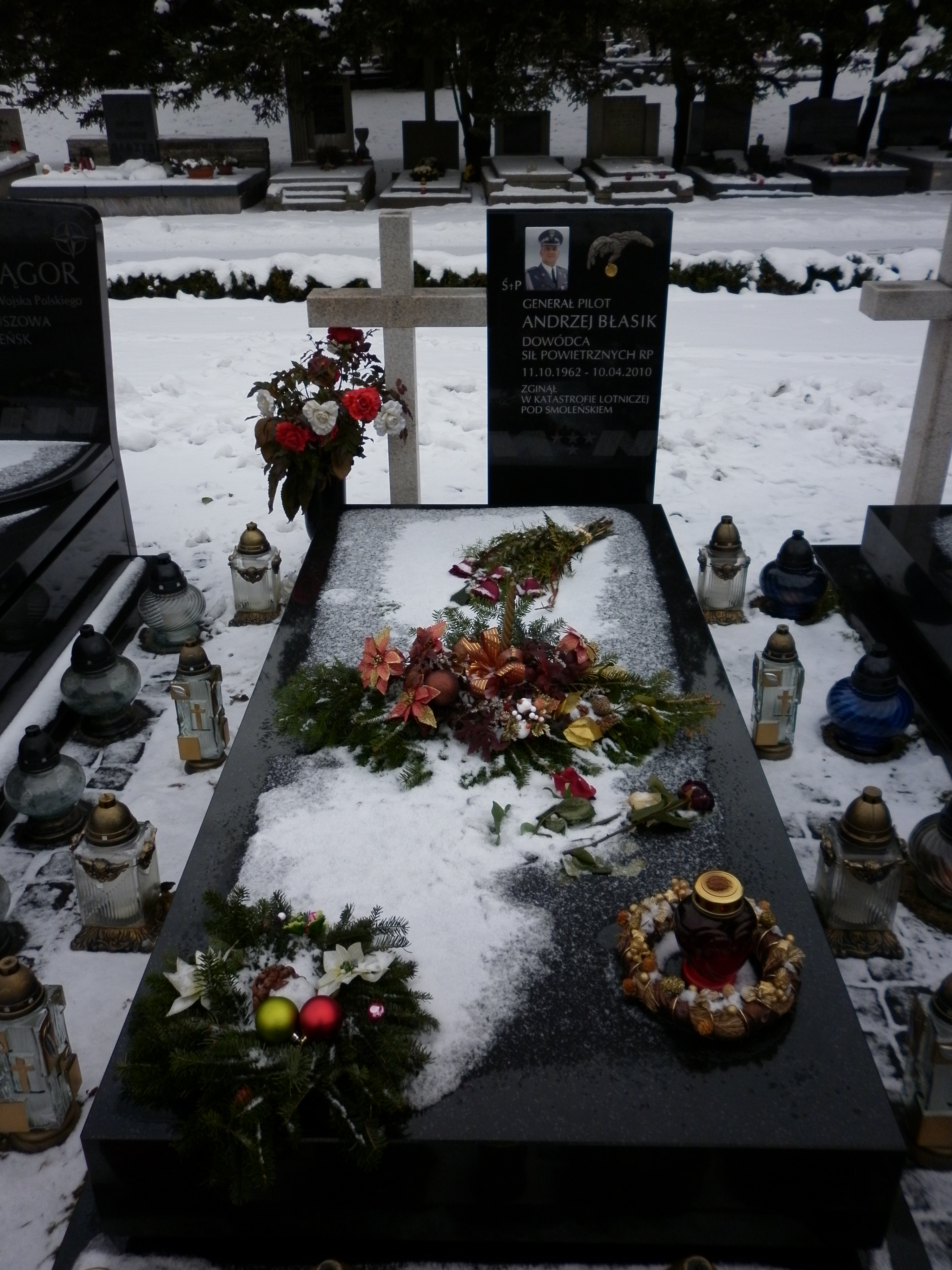
Могила А.Бласика

Был пилотом I класса, имел общий налёт 1300 часов. Имел сертификат инструктора на обучение управлению самолётом в любых погодных условиях (для самолётов Су-22 и польского учебного PZL TS-11 Iskra). Выполнял также полёты на Lim-6 (польский лицензионный МиГ-17).
Анджей Бласик погиб 10 апреля 2010 года в авиакатастрофе президентского самолёта в Смоленске. В ходе расследования Межгосударственного авиационного комитета и изучения записей речевого самописца самолёта выяснилось, что Бласик находился в кабине экипажа до момента крушения. В отчёте МАК утверждалось, что присутствие Бласика в кабине самолёта оказало психологическое давление на пилотов: тот якобы настаивал на необходимости совершить посадку в Смоленске в любых условиях. Согласно заключению судебно-медицинской экспертизы, в крови генерала было обнаружено 0,6 промилле алкоголя.
15 апреля 2010 года Бласику было посмертно присвоено звание генерала.
28 апреля 2010 года похоронен с воинскими почестями на военном кладбище Повонзки в Варшаве.

## Личная жизнь

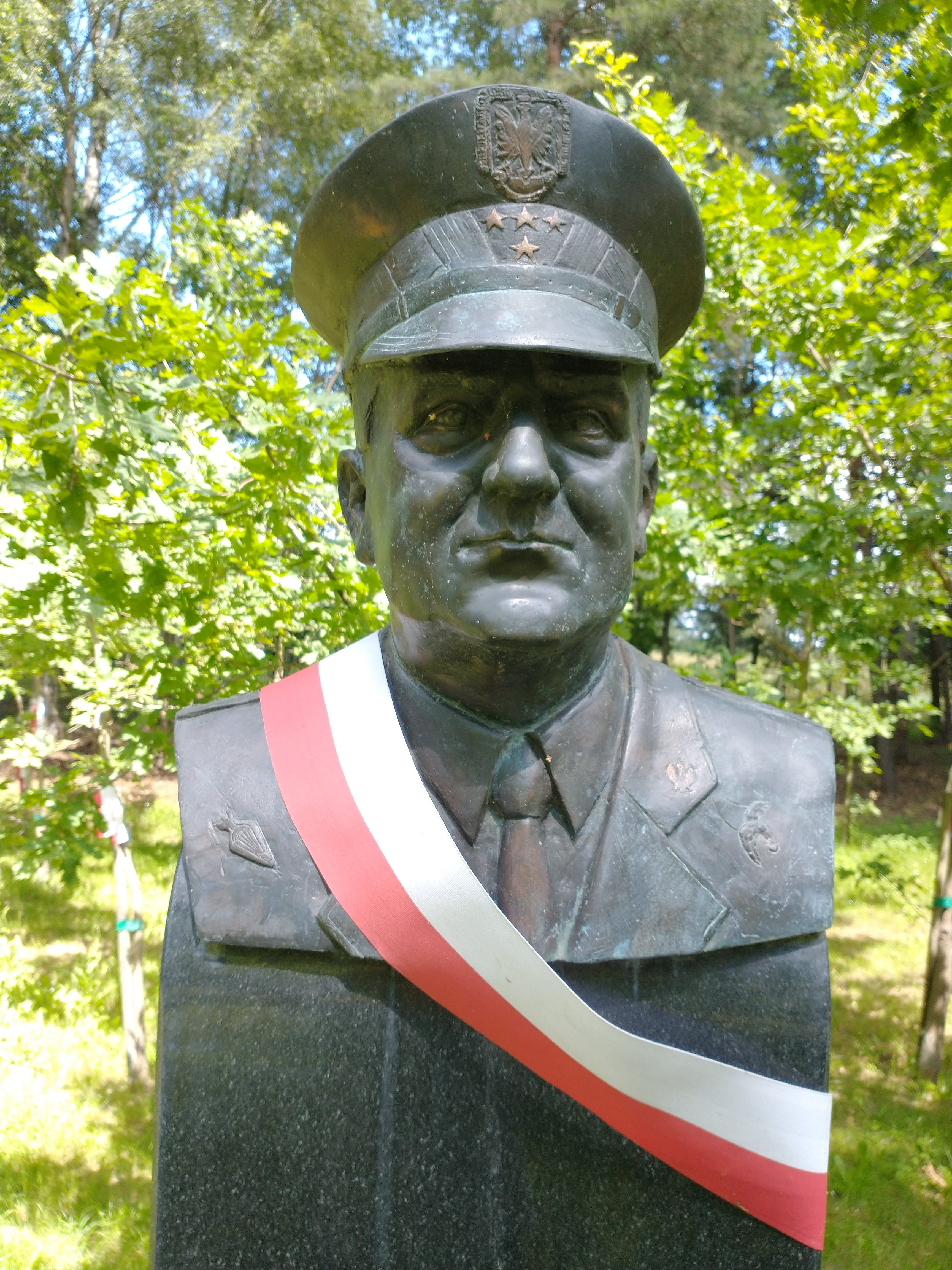
Памятник Анджею Бласику в Оссуве

Был женат, имел двоих детей. Увлекался спортом, туризмом, рыбалкой, фотографией.

## Звания
- подпоручик — 1985
- генерал бригады — 2005[10]
- генерал дивизии — 2007[11]
- генерал брони — 2007[12]
- генерал — 2010 (посмертно)[13]

## Награды
- Командорский крест Ордена Возрождения Польши (2010, посмертно)[14]
- Серебряный Крест Заслуги (2006)[15]
- Бронзовый Крест Заслуги (1998)[16]
- Серебряная медаль «Вооружённые силы на службе Родине»
- Бронзовая медаль «Вооружённые силы на службе Родине»
- Золотая медаль «За заслуги при защите страны»
- Командор ордена «Легион Почёта» (Legion of Merit, США)[17]
- Великий офицер ордена Заслуг (Португалия, 1 сентября 2008 года)[18]